# Adrie Poldervaart
Adrie Poldervaart (Oudenhoorn, 20 december 1970) is een Nederlands voetbaltrainer die werkzaam is als hoofdtrainer van Quick Boys. 

## Trainersloopbaan
Poldervaart begon in 1992 als fysiotherapeut bij Excelsior, daarnaast werd hij actief als trainer in het amateurvoetbal. In 1998 werd hij speler/trainer bij OHVV. In 2002 ging hij aan de slag bij VV Nieuwenhoorn. Deze club verruilde hij na twee seizoenen voor VV Spijkenisse. In 2012 maakte hij de overstap naar VV Zwaluwen. Van 2015 tot medio 2018 was hij actief bij BVV Barendrecht met wie hij promoveerde naar de Tweede Divisie. In 2015 werd aan Poldervaart de Rinus Michels Award voor beste trainer in het amateurvoetbal uitgereikt.
Op 30 mei 2018 maakte Excelsior bekend Poldervaart te hebben aangesteld als nieuwe hoofdtrainer van de club. Zijn taken als fysiotherapeut legde hij na 26 jaar neer. Poldervaart trad aan als opvolger van de naar NAC Breda vertrokken Mitchell van der Gaag. Op 4 april 2019 legde hij zijn functie neer na de tegenvallende resultaten van Excelsior dat seizoen. Op 24 mei 2019 maakte FC Groningen bekend dat Poldervaart was aangesteld als assistent-trainer van Danny Buijs vanaf het seizoen 2019/20. In april 2020 werd zijn contract verlengd bij FC Groningen met twee jaar tot medio 2022.
In het seizoen 2022/23 werd Adrie Poldervaart aangesteld als hoofdtrainer van BV De Graafschap. Hij tekende een contract voor twee seizoenen bij de Superboeren. Op 5 februari 2023 meldde Poldervaart zich ziek waardoor hij een geplande training niet kon geven, een dag later werd Poldervaart opgenomen in het ziekenhuis om verschillende testen te ondergaan.
Op 10 februari dat jaar werd door Hans Kraay jr. bekendgemaakt dat Poldervaart aan het Guillain-Barré Syndroom lijdt. Op 23 februari dat jaar werd Poldervaart ontslagen uit het ziekenhuis om verder thuis te revalideren.
Op 8 maart 2025 werd bekend dat Poldervaart per 1 juli trainer wordt van K.v.v. Quick Boys. Hij tekende contract tot met eind juli 2027.

## Statistieken
| Team                            | begin          | Tot            | wedstrijden | wedstrijden | wedstrijden | wedstrijden | wedstrijden | wedstrijden  |
| Team                            | begin          | Tot            | G           | W           | D           | L           | Doelp. voor | Doelp. tegen |
| ------------------------------- | -------------- | -------------- | ----------- | ----------- | ----------- | ----------- | ----------- | ------------ |
| K.v.v. Quick Boys               | 2025           | heden          | 1           | 1           | 0           | 0           | 2           | 0            |
| Carrièretotaal                  | Carrièretotaal | Carrièretotaal | 1           | 1           | 0           | 0           | 2           | 0            |
| Bijgewerkt t/m 16 augustus 2025 |                |                |             |             |             |             |             |              |

## Erelijst
- Coach van het jaar Nederlands amateurvoetbal: 2015